# Lambda Physik
Lambda Physik war ein Hersteller von Lasern, insbesondere von Excimerlasern, mit Sitz in Göttingen. Es wurde von Coherent übernommen und umfirmiert. Der Standort in Göttingen blieb erhalten. Lambda Physik war das erste Unternehmen, das aus einem Max-Planck-Institut hervorging. Seit etwa 1988 war Lambda Physik "Korporativ Förderndes Mitglied" der Max-Planck-Gesellschaft.

## Geschichte
Das Unternehmen wurde 1971 von Dirk Basting und Bernd Steyer, beide damals Stipendiaten am Göttinger Max-Planck-Instituts für Biophysikalische Chemie, gegründet und hat seinen Hauptsitz im Industriegebiet in Göttingen-Grone. Steyer und Basting promovierten beide im Jahr 1975 unter der Betreuung ihres Doktorvaters Fritz Peter Schäfer. Schäfer war es auch, der ihnen für die Firmengründung erlaubte, außerhalb der Arbeitszeiten die Infrastruktur des Instituts für die Firmengründung zu nutzen. 1981 verließ Steyer das Unternehmen, und Coherent trat als Mehrheitsgesellschafter ein.
Anfangs produzierte das Unternehmen Hochleistungs-Stickstofflaser. Dazu kamen Excimerlaser (1977 der weltweit erste kommerzielle) und Farbstofflaser (und zugehörige Laserfarbstoffe).
Anwendungsbereiche der von Lambda Physik produzierten Excimerlaser (gepulste Ultraviolett-Laser) waren:
- Fotolithografie (besonders Mikrolithographie) in der Halbleiterindustrie
- Flachbildschirm-Produktion (Umwandlung von amorphem Silizium in polykristallines bei der Herstellung der Dünnschichttransistoren (thin film transistor, TFT), kurz als TFT-Annealing bezeichnet)
- Bohren extrem feiner Düsen für Tintenstrahldrucker
- Ophthalmologie (Augen-Operationen, z. B. Refraktive Chirurgie)
- Laserablation zur Reinigung von Kunstwerken

1994 erhielt das Unternehmen den Innovationspreis der deutschen Wirtschaft.
Im Jahr 2000 erfolgte die Umwandlung in eine Aktiengesellschaft und der Börsengang im Segment Neuer Markt (Index NEMAX 50).
Nach Rückumwandlung in eine GmbH und Ausschluss von Minderheitsaktionären gehört das Unternehmen heute zu Coherent, Inc.